# Konstantinos Maleas
Konstantinos Maleas (græsk: Κωνσταντίνος Μαλέας født 1879 i Konstantinopel; død 1928 i Athen) var en græsk maler.
Maleas var uddannet i datidens Konstantinopel (nuv. Istanbul) på den græsk-ortodokse skole (Μεγάλη του Γένους Σχολή, Megáli toú Genous Scholí), og derefter studerede han arkitektur på den polytekniske skole dér.
Under ophold i Paris 1901-08 tog han malertimer hos Henri-Jean Guillaume Martin (en) og studerede på kunstskolen École nationale supérieure des arts décoratifs (no)
I en periode rejste han rundt i Mellemøsten, fik 1914 en stilling i Thessaloniki, og under den store brand dér i 1917 blev mange af hans værker ødelagt.
Han var samme år en af stifterne af gruppen Ομάδα Τέχνη ('Kunstgruppe').
| - Portrætter - Selvportræt, ca. 1907 - Selvportræt, 1920 - Ældre kvinde, 1914 - Bonde, ca. 1917 - Digteren Konstantinos Petrou Kavafis, ca. 1920 |

| - Andre værker af Konstantinos Maleas - Attika - Landskab i Attika, 1920 - Net |

| - Seinen ved Argenteuil - I Egypten - Delphi - Santorini - Huse på Lesbos - Cypresser - Kalavryta (i Achaea) - Sounion, 1918-20 - Ved havet Sea side - Landskab - Stilleben - Monemvasia, 1918-1923 - Lyre Λύρα. Ελαιογραφία σε καμβά - Landskab med cypresser - Kirke mellem træer, 1920 - Aswan ved Nilen, 1928 Ασσουάν του Νείλου |